# Yuki Mamiya

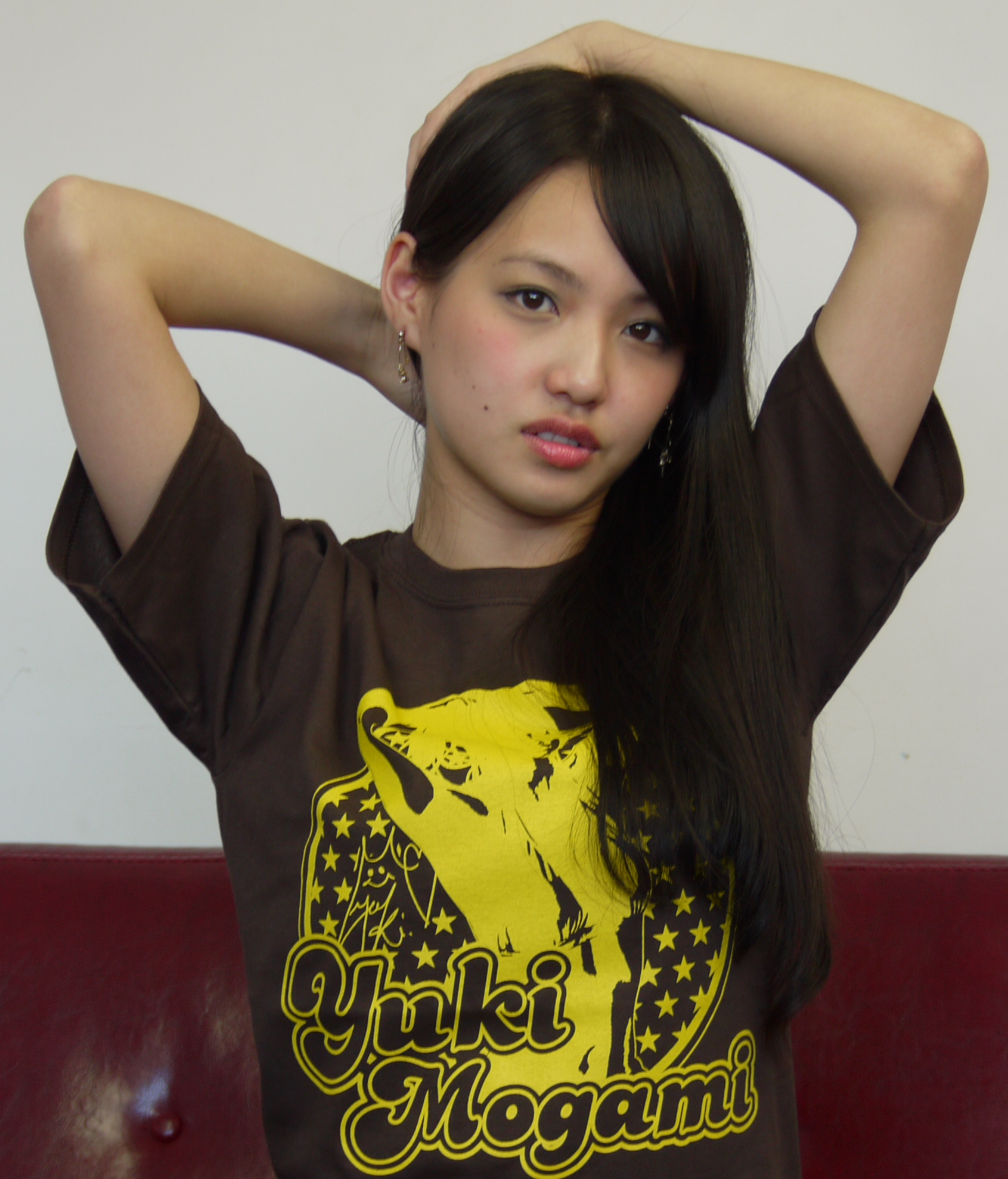
Yuki Mamiya, 2012

Yuki Mamiya (japanisch 間宮 夕貴, geb. am 9. März 1991 in der Präfektur Aichi) ist eine japanische Schauspielerin und ein Gravure Idol. Außerhalb Japans wurde sie unter anderem mit ihrer Darstellung in Wet Woman in the Wind (2016) bekannt.

## Leben und Karriere
Mamiya begann ab 2009 unter dem Namen Yuki Mogami als Gravure Idol aufzutreten. 2012 änderte sie ihren Künstlernamen, um eine Schauspielkarriere zu verfolgen.
Ihren ersten Filmauftritt hatte sie 2012 in Kodoku no gurume. Besondere Aufmerksamkeit bekam sie 2013 für ihre Rolle der Naoka in Sweet Whip, wo sie ein Entführungs- und Vergewaltigungsopfer spielte. 2014 spielte sie eine der Hauptrollen in der Erotik-Komödie The Torture Club. Stark beachtet wurde im Jahr 2016 ihre Hauptrolle der Shiori in der Erotik-Komödie Wet Woman in the Wind, für die sie als beste Nachwuchsdarstellerin mit dem Japanese Professional Movie Award (日本映画プロフェッショナル大賞) ausgezeichnet wurde.
Im Jahr 2018 änderte sie ihren Künstlernamen in Yuki Masuda.

## Filmografie
- 2012: Kodoku no gurume (Fernsehserie)
- 2013: Figyua na anata
- 2013: Sweet Whip (甘い鞭, Amai Muchi)
- 2014: The Torture Club (ちょっとかわいいアイアンメイデン, Chotto Kawaii Aian Meiden)
- 2015: Shoku no Gunshi (Fernsehserie)
- 2016: Otona no Renai Jijo
- 2016: Yaneura no sanposha
- 2016: Wet Woman in the Wind (風に濡れた女, Kaze ni nureta onna)
- 2017: Uchû Sentai Kyuurenjâ Episôdo Obu Sutingâ
- 2017: Vigilante
- 2018: Mob Psycho 100 (Fernsehserie)
- 2018: Dô shiyô mo nai koi no uta
- 2018: Saimon & Tada Takashi
- 2021: Melancholy
- 2022: The Key -Professor's Pleasure- (Kagi)
- 2024: Ohsama Sentai King-Ohger in Space